# Dicranolasma ressli
Dicranolasma ressli is een hooiwagen uit de familie Dicranolasmatidae.